# Olivia Clyne
Olivia Eve Blatchford Clyne (* 23. Januar 1993 in New York) ist eine ehemalige US-amerikanische Squashspielerin.

## Karriere
Olivia Blatchford Clyne begann ihre Karriere im Jahr 2009 und gewann sieben Titel auf der PSA World Tour. Ihre beste Platzierung in der Weltrangliste erreichte sie mit Rang elf im Oktober 2021. Mit der US-amerikanischen Nationalmannschaft nahm sie 2008, 2010, 2014, 2016, 2018 und 2022 an der Weltmeisterschaft teil. Dabei wurde sie 2022 mit ihr Vizeweltmeisterin.
Bei den Panamerikanischen Spielen 2011 gewann sie mit Maria Elena Ubina in Doppelkonkurrenz sowie mit der US-amerikanischen Mannschaft jeweils die Bronzemedaille. 2015 folgte der Gewinn der Silbermedaille im Einzel und der Goldmedaille mit der Mannschaft. 2019 sicherte sie sich in Lima im Einzel Silber, im Mixed Bronze und mit der Mannschaft Gold. Bei den Panamerikanischen Spielen 2023 in Santiago de Chile gewann Clyne sowohl mit Timothy Brownell im Mixed als auch mit der Mannschaft die Goldmedaille. 2017 und 2019 wurde sie US-amerikanische Landesmeisterin.
Am 14. Juli 2018 heiratete sie Alan Clyne, der ebenfalls als Squashspieler aktiv war. Sie erklärte Ende des Jahres 2023, auf Platz 14 der Weltrangliste stehend, ihren Rücktritt zum 1. Januar 2024.

## Erfolge
- Vizeweltmeisterin mit der Mannschaft: 2022
- Panamerikameisterin mit der Mannschaft: 2013, 2014, 2023
- Gewonnene PSA-Titel: 7
- Panamerikanische Spiele: 4 × Gold (Mannschaft 2015, 2019 und 2023, Mixed 2023), 2 × Silber (Einzel 2015 und 2019), 3 × Bronze (Doppel und Mannschaft 2011, Mixed 2019)
- US-amerikanische Meisterin: 2017, 2019